# Dubravka Ugrešić
Dubravka Ugrešić (ur. 27 marca 1949 w Kutinie, um. 17 marca 2023 w Amsterdamie) – chorwacka pisarka, eseistka, publicystka, krytyczka kultury, tłumaczka, autorka scenariuszy filmowych.
Ukończyła studia na Uniwersytecie w Zagrzebiu. Specjalizowała się w literaturze rosyjskiej, w r. 1988 wydała zbiór alternatywnej prozy rosyjskiej. Debiutowała w latach 70., obecnie tłumaczona jest na wiele języków. Jest autorką m.in. książek Forsowanie powieści-rzeki czy Stefcia Ćwiek w szponach życia. Pierwsza z nich to sarkastyczny obraz międzynarodowej konferencji pisarzy zorganizowanej w komunistycznej Jugosławii, druga jest swoistą parodią literatury kobiecej. Książka zdobyła liczne nagrody w 1988 roku w Jugosławii, w 1991 r. została przetłumaczona na angielski. Ma w swoim dorobku także opowiadania (zbiór Baba Jaga zniosła jajo; Nagroda Jamesa Tiptree Jr.), eseje (Kultura kłamstwa) oraz tom autobiograficznej prozy – Amerykański fikcjonarz. W 2000 została laureatką Nagrody Heinricha Manna, a w roku 2007 jej książka Ministerstwo bólu znalazła się wśród siedmiu nominowanych do Nagrody Literackiej Europy Środkowej „Angelus”. W 2016 roku otrzymała Nagrodę Vilenica.
W Polsce przekładów dziesięciu książek Dubravki Ugrešić dokonały Dorota Jovanka Ćirlić i Danuta Ćirlić-Straszyńska.
Gdy Chorwacja zadeklarowała niepodległość w 1991 i do władzy doszedł Franjo Tudjman sprzeciwiała się chorwackiemu nacjonalizmowi, pozytywnie oceniała wieloetniczny charakter rozpadającej się Jugosławii. W tym samym roku wyjechała do Amsterdamu a następnie do USA, gdzie została wykładowczynią na uniwersytecie. W 1992 roku na krótko wróciła do Chorwacji, ale ze względu na swój sprzeciw wobec nacjonalizmu była atakowana przez prasę i spotkała się z ostracyzmem na Uniwersytecie w Zagrzebiu, gdzie była zatrudniona. Otrzymywała groźby, nie miała możliwości publikacji swoich tekstów. Wyjechała z Chorwacji na stałe w 1993 roku. Na bazie doświadczeń z lat 90. napisała kolekcję esejów „Kultura kłamstwa“, w których opisywała jak tożsamości narodowe i etniczne są manipulowane przez władzę.

## Polskie przekłady
- Amerykański fikcjonarz (Američki fikcionar), Wydawnictwo Czarne, 2001, tł. Danuta Cirlić-Straszyńska[5]
- Baba Jaga zniosła jajo (Baba Jaga je snijela jaje), Wydawnictwo Czarne, 2005, Nagroda Jamesa Tiptree Jr., tł. Danuta Cirlić-Straszyńska[6]
- Czytanie wzbronione (Zabranjeno čitanje), Świat Literacki, 2004, tł. Dorota Jovanka Ćirlić[7]
- Forsowanie powieści-rzeki (Forsiranje romana-reke), Państwowy Instytut Wydawniczy, 1992; przedruk, 2004, tł. Danuta Cirlić-Straszyńska[8]
- Kultura kłamstwa (eseje antypolityczne) (Kultura laži), Wydawnictwo Dolnośląskie, 1998, Wydawnictwo Czarne, 2006, tł. Dorota Jovanka Ćirlić[9]
- Ministerstwo bólu (Ministarstvo boli), Świat Literacki i Wydawnictwo Czarne, 2006, tł. Dorota Jovanka Ćirlić[10]
- Muzeum bezwarunkowej kapitulacji (Muzej bezuvjetne predaje), Świat Literacki, 2002, tł. Dorota Jovanka Ćirlić[11]
- Stefcia Ćwiek w szponach życia (Štefica Cvek u raljama života), Wydawnictwo Czarne, 2002, tłum.  Dorota Jovanka Ćirlić[12]
- Nikogo nie ma w domu (Nikog nema doma), Wydawnictwo Znak, tł. Dorota Jovanka Ćirlić[13]
- Kultura karaoke (Karaoke kultura), Korporacja Ha!art, 2013, tłum. Dorota Jovanka Ćirlić[14]